# Света Троица (Плевен)
Вижте пояснителната страница за други значения на Света Троица.
„Света Троица“ е православна църква в град Плевен, България. Храмът е катедрала на Плевенската епархия на Българската православна църква.

## История
През 1870-те години жителите на Горни Плевен замислят строеж на нов храм. Първоначално построяват църковна килия, която близо 40 г. служи за религиозна дейност и за училище на деца от района.
Набирането на средства за храма започва през 1873 г., но политически и финансови причини забавят строежа цели 20 г. През 1893 г. се учредява комитет, който да се грижи за подготовката и строежа на храма. Комитетът се оглавява от кмета Христо Данаилов. Проектът за църква е дело на градския архитект Вячеслав Гаварда. Строителството е възложено на предприемача от град Трявна Иван Околийски.
Първоначалната стойност на храма е определена на 32 069 лв., но продължилото с години строителство го оскъпява допълнително. Във финансирането на строежа се включват Министерството на външните работи и изповеданията, Народното събрание, Окръжният съвет, Окръжната постоянна комисия, Градският съвет, Врачанската митрополия, както и плевенското гражданство. Имената на многобройните дарители се пазят в „Книга за доброволните приношения на християните за църквата „Света Троица“ в град Плевен (1898 г.)“.
Предметните дарения са най-различни – от вълнени черги и кристални полилеи до култови предмети, потребни при богослужение. Положен е и доброволен труд. Селяните от близките села карат камъни от Кайлъшката кариера, а населението, живеещо в селата край река Вит, осигурява пясък.
В святото си начинание плевенчани получават подкрепа и от духовния си пастир митрополит Константин Врачански. Той често ходатайства пред висши чиновници за отпускане на финансови средства, а когато храмовото строителство напредва, той разрешава поставянето на осветен антиминс и извършване на богослужение.
Първата литургия се отслужва на Архангеловден през 1898 г. от плевенския архиерейски наместник протойерей Антоний Попов. Дни преди това майсторите Стефан и Аврам Василеви – резбари от рода Филипови от село Осой, Дебърско, завършват владишкия трон и царските двери.
Иконостасът е изработен през 1899 г. Той е висок и плътно издигнат, а не резбован – лично предпочитание на врачанския митрополит Константин. Изработването на иконите на иконостаса е възложено на Данаил Несторов от село Галичник, а негови помощници са братовчед му Овентий Исачев и Алексо Василев. Негови са 8 главни икони с едеците им и 2 олтарни врати. В архивите се среща името и на друг иконописец – Адолф Селов, създал иконите на „Света Троица“ за десния иконостас и още няколко малки икони.
Строителството на храма продължава цели 19 години и е осветен на 14 май 1912 г.
Дълги години след това се събират средства за изографисването му. През 1940 г. се сключва договор с художника Илия Пефев, родом от Галичник. Изографисването започва от олтара, а през 1946 г. се довършва и останалата част от храма.